# St. Louis Eagles
Die St. Louis Eagles (IPA: [seɪnt ˈluːɪs ˈiːɡəls]) waren ein professionelles Eishockeyteam aus St. Louis, Missouri. Zur Saison 1934/35 wurde das Team der Ottawa Senators nach St. Louis umgezogen. Schon nach einem Jahr wurde dort der Spielbetrieb eingestellt.

## Geschichte

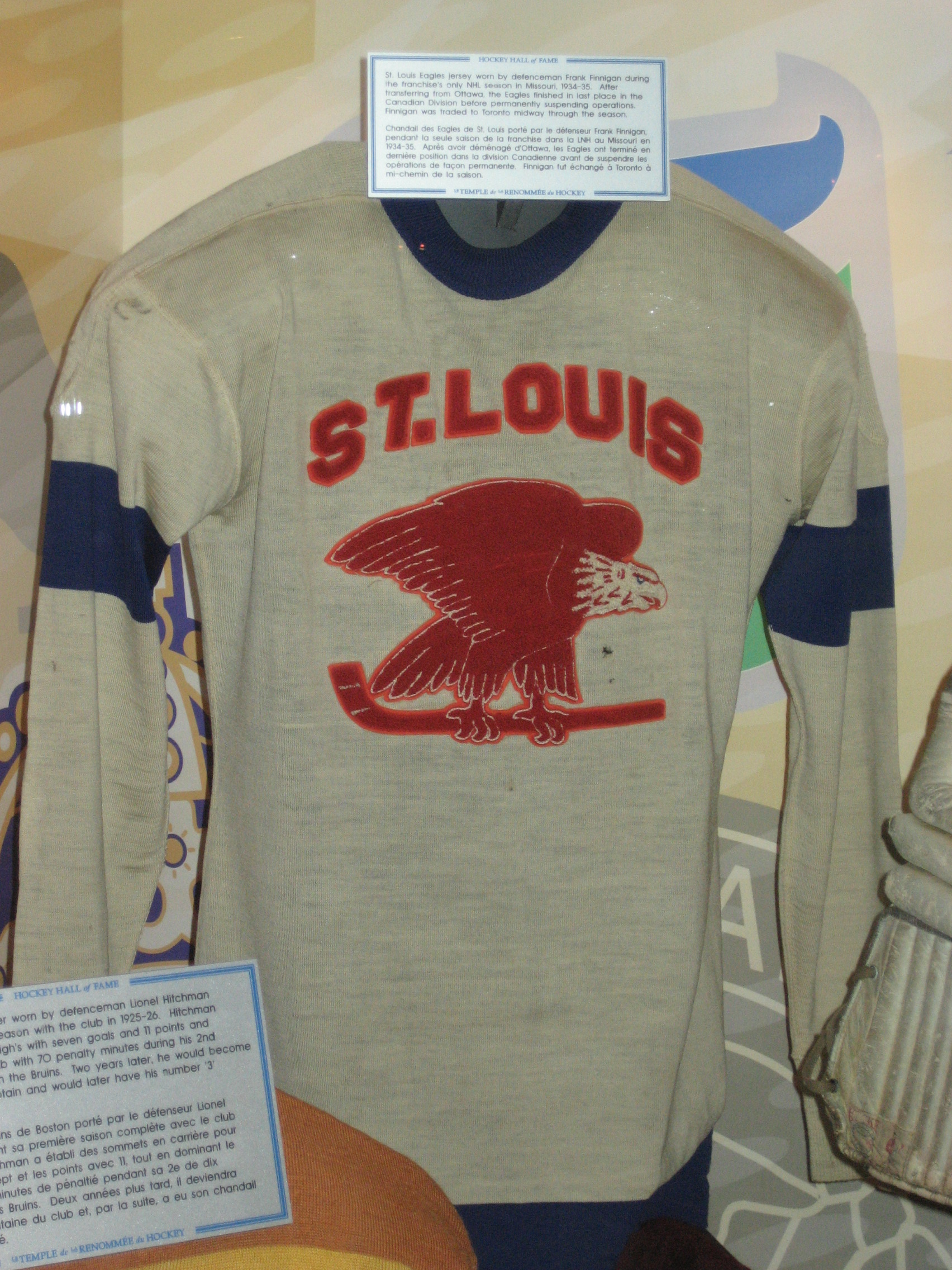
Trikot der Eagles, ausgestellt in der Hockey Hall of Fame.

Nachdem das ehemalige Topteam der NHL, die Ottawa Senators, in finanzielle Schwierigkeiten geraten waren, hatte man sich entschieden das Team nach St. Louis umzuziehen. Als Teamname wählte man Eagles und das Logo wurde dem der in St. Louis ansässigen Anhäuser-Bush Brauerei nachempfunden.
St. Louis war zu dieser Zeit die siebtgrößte Stadt der Vereinigten Staaten und damit deutlich größer als Ottawa. Schon 1932 hatte man versucht ein Team nach St. Louis zu geben, doch wegen der hohen Reisekosten hatte man dies abgelehnt.
Da die Eagles den Platz der Senators übernommen hatten, spielten sie in der Saison 1934/35 den für Ottawa vorgesehenen Spielplan. Statt vieler Spiele in den nähergelegenen Städten wie Detroit oder Chicago reiste man sehr häufig nach Montreal und Toronto. Sowohl die Strapazen der Zugfahrten aber vor allem auch die immensen Reisekosten brauchten das Budget auf und so musste man zum Ende der Saison den Spielbetrieb einstellen.

## Saisonstatistik
Abkürzungen: GP = Spiele, W = Siege, L = Niederlagen, T = Unentschieden, OTL = Niederlagen nach Overtime, SOL = Niederlagen nach Shootout, Pts = Punkte, GF = Erzielte Tore, GA = Gegentore, PIM = Strafminuten
| Saison  | GP | W  | L  | T | OTL | SOL | Pts | GF | GA  | PIM | Platz                 | Playoffs           |
| 1934/35 | 48 | 11 | 31 | 6 | 2   | —   | 28  | 86 | 144 | 404 | 5., Canadian Division | nicht qualifiziert |

## Ehemalige Spieler
- Bill Cowley
- Frank Finnigan
- Syd Howe
- Carl Voss